# Fellini days
Fellini days is een studioalbum van Fish. Fish had eerder (weer) een eigen platenlabel opgericht: Chocolate Frogs. Chocolate Forgs was daarbij gelieerd aan de verzamelbak Voiceprint Records. Het album was in mei 2001 al te koop via de website van Fish, de commerciële uitgave vond drie maanden later plaats. Fish raakte door deze manier van werken wel veel fans kwijt. Zijn albums verschenen niet meer in de albumlijsten. De titel Fellini days verwijst naar de Italiaanse filmregisseur Federico Fellini (1920-1993), aan wie het album is opgedragen. Zijn jeugdvriend Frank Usher op gitaar is van het toneel verdwenen.
Opnamen voor dit album vonden plaats in Fish’ eigen studio in Haddington en op een hotelkamer in Pristina, Kosovo. Liveopnamen vonden plaats in Utrecht, Leeuwarden en Oberhausen. Af en toe is gesproken tekst te horen uit de documentaire Ciao Frederico! van Gideon Bachmann.

## Musici
- Fish: zang
- John Wesley – gitaar
- John Young – toetsinstrumenten
- Steve Vantsis – basgitaar
- Dave Stewart – slagwerk
- Susie Webb, Zoe Nicholas – achtergrondzang
- Dave Haswell – percussie

## Muziek
| Nr. | Titel                                      | Duur |
| --- | ------------------------------------------ | ---- |
| 1.  | 3D (Dick, Wesley, Young)                   | 9:11 |
| 2.  | So Fellini (Dick, Wesly)                   | 4:06 |
| 3.  | Tiki 4 (Dick, Wesley, Young)               | 7:32 |
| 4.  | Our smile (Dick, Wesley, Young)            | 5;25 |
| 5.  | Long cold day (Dick, Wesley, Young)        | 5:33 |
| 6.  | Dancing in fog (Dick, Wesley, Young)       | 5:30 |
| 7.  | Obligatory ballad (Dick, Wesley)           | 5:15 |
| 8.  | The pilgrim’s address (Dick, Wesley)       | 7:18 |
| 9.  | Clock moves sideways (Dick, Wesley, Young) | 7:17 |

Er verscheen ook een versie met een bonusdisc. 